# ダヴィト・リャザーノフ

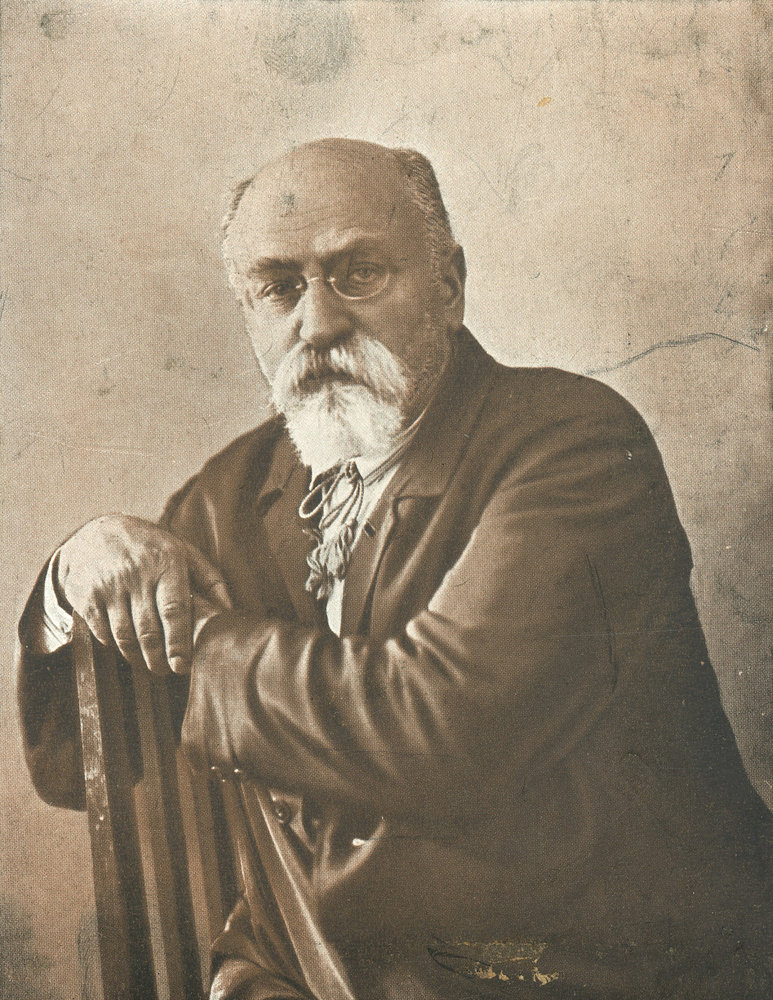
ダヴィト・リャザーノフ

ダヴィト・ボリソヴィチ・リャザーノフ（英語: David Borisovich Ryazanov、ロシア語: Дави́д Бори́сович Ряза́нов、1870年3月10日 – 1938年1月21日）は、ロシアのマルクス主義者、文献学者、アーキビスト、ソビエト連邦の政治家。

## 略伝
オデッサで生まれ、15歳の時からナロードニキ運動に参加したために逮捕され、5年間の懲役刑を受ける。1887年からマルクス主義者となり、19歳にはロシア・マルクス主義者のサークルに入った。1891年にオフラーナに捕らえられ、カートルガ（強制労働キャンプ）に送られ4年間を過ごした。1900年にヨーロッパへ亡命し、マルクス主義の文書普及に努めるようになる。
1905年のロシア革命に参加するが、それが失敗に終わるとふたたび追放されて亡命生活にもどり、そこで第一インターナショナルの沿革史を執筆し始める。1908年からレフ・トロツキーが主宰していた「プラウダ」紙に、1915年にはトロツキーによって創刊された「ナシェ・スロヴォ」紙に寄稿した。
1914年の第一次世界大戦の勃発に反対し、1915年からツィンメルワルト会議に参加した。1917年のロシア二月革命の際に帰国し、臨時政府に対してソヴィエトを支持していたボルシェヴィキに加入する。
十月革命によりソビエト連邦が成立してから、1920年にマルクス・エンゲルス研究所が設立され、リャザーノフはその所長となった。『ドイツ・イデオロギー』や『自然弁証法』を含むマルクスやエンゲルスの未発表原稿を蒐集し、その全集を作ることが目的であり、この研究所はマルクス主義哲学の主要な権威となる。さらに、ディドロ、フォイエルバッハやヘーゲルなどの著作集を編集した。1930年に「メンシェヴィキ・センター事件」と関係づけられて、研究所所長を解任されロシア共産党からも除名される。後に赦免されてモスクワに戻るものの、1937年に「右派日和見主義のトロツキスト組織」と関連付けられて再逮捕され、翌1938年にサラトフで銃殺刑に処された。
1958年及び1989年に名誉回復された。